# フランツ・フラドニック

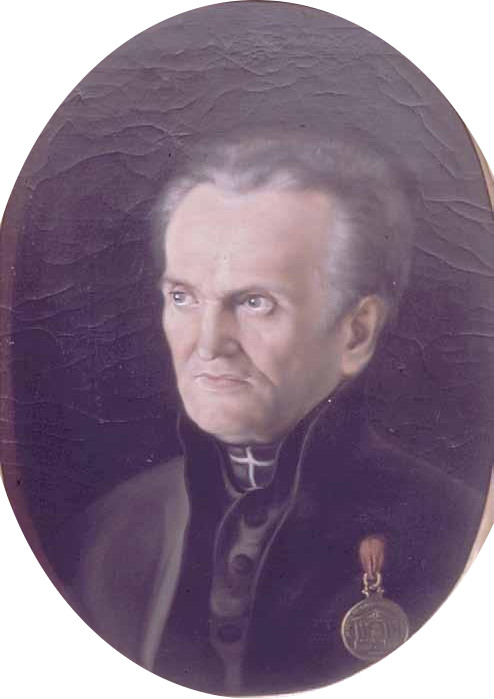
Franc Hladnik

フランツ・フラドニック（Franz de Paula Hladnik、スロベニア語表記: Franc Hladnik、1773年3月29日 - 1844年11月25日）はスロヴェニアの植物学者、教育者である。

## 略歴
オーストリア大公国の領地であったスロベニアのイドリヤで生まれた。父親は鉱山の役人であった。哲学、神学を学び、1796年に司祭となるが、健康に恵まれず司祭の仕事ができず、しばらくリュブリャナの図書館の書記をした後、40年間に渡ってさまざまなリュブリャナの学校で教師として働いた。1803年には中等学校の校長となり、1807年に高校の監督（prefect）を務め、視力を失うまでその職を続けた。1809年にリュブリャナがフランス帝国の支配を受けるようになった時、その仕事を認められ、リュブリャナ中央学校の植物学と博物学の教授に任じられ、植物園とする土地を与えられた。フラドニックはカルニオラ（スロベニア中央部地方）の植物を集め栽培した。この植物園がリュブリャナ植物園の元になった。
植物園の仕事とともに、植物学を教え、休日には30年間にわたってカルニオラの植物を研究した。フラドニックの教えた生徒には「オーストリア植物雑誌」を創刊したスコフィッツ（Alexander Skofitz）がいる。没した後残された植物コレクションはRudolfinum Public Museumに寄贈された。
セリ科の植物の属名、Hladnikia　や、　スミレ科の植物の種 Viola hladnikii （現在の分類では Viola canina の変種）などに献名された。